# Vít Václav Mareček
Vít Václav Mareček OSA (4. září 1917 Trpín – 7. dubna 2004 Praha) byl katolický kněz, který v letech 1981–1990 zastával funkci provinciála augustiniánského řádu v Československu.

## Život
V roce 1940 vstoupil do augustiniánského řádu. V roce 1948 pobýval v České Lípě a působil jako druhý kaplan ve farnosti Česká Lípa – in suburbio a zároveň v okolních farnostech Dobranov a Stružnice. Současně byl administrátorem uprázdněného kláštera v Bělé pod Bezdězem. Jako takový se zasloužil se o odkrytí a renovaci malířské výzdoby bělského klášterního kostela.
Později působil velmi dlouho – celých 38 let – v Praze u sv. Tomáše. Byl znám jako velký znalec díla Sv. Augustina a vyhledávaný zpovědník.
V letech 1981–1990 se jakožto provinciál zasloužil o uchování kontinuity působení České provincie řádu sv. Augustina.